# Jörg Immendorff

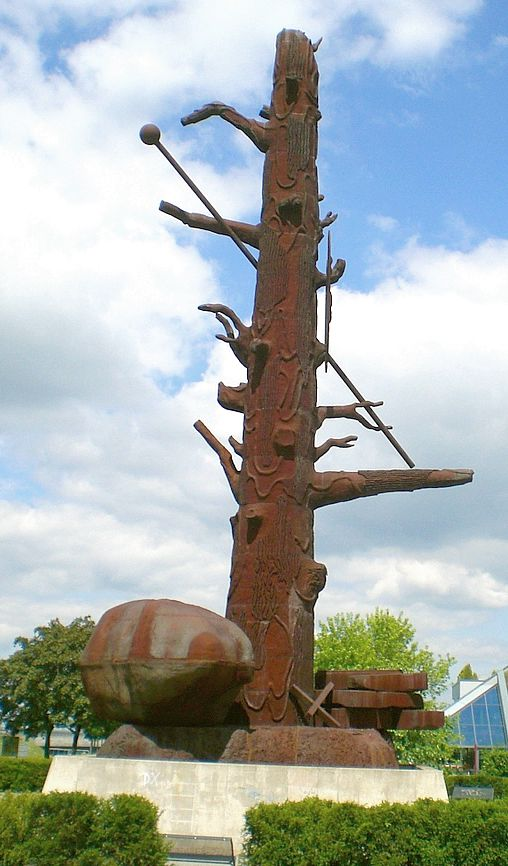
Gietstaalplastiek Elbquelle (Riesa, 1999)

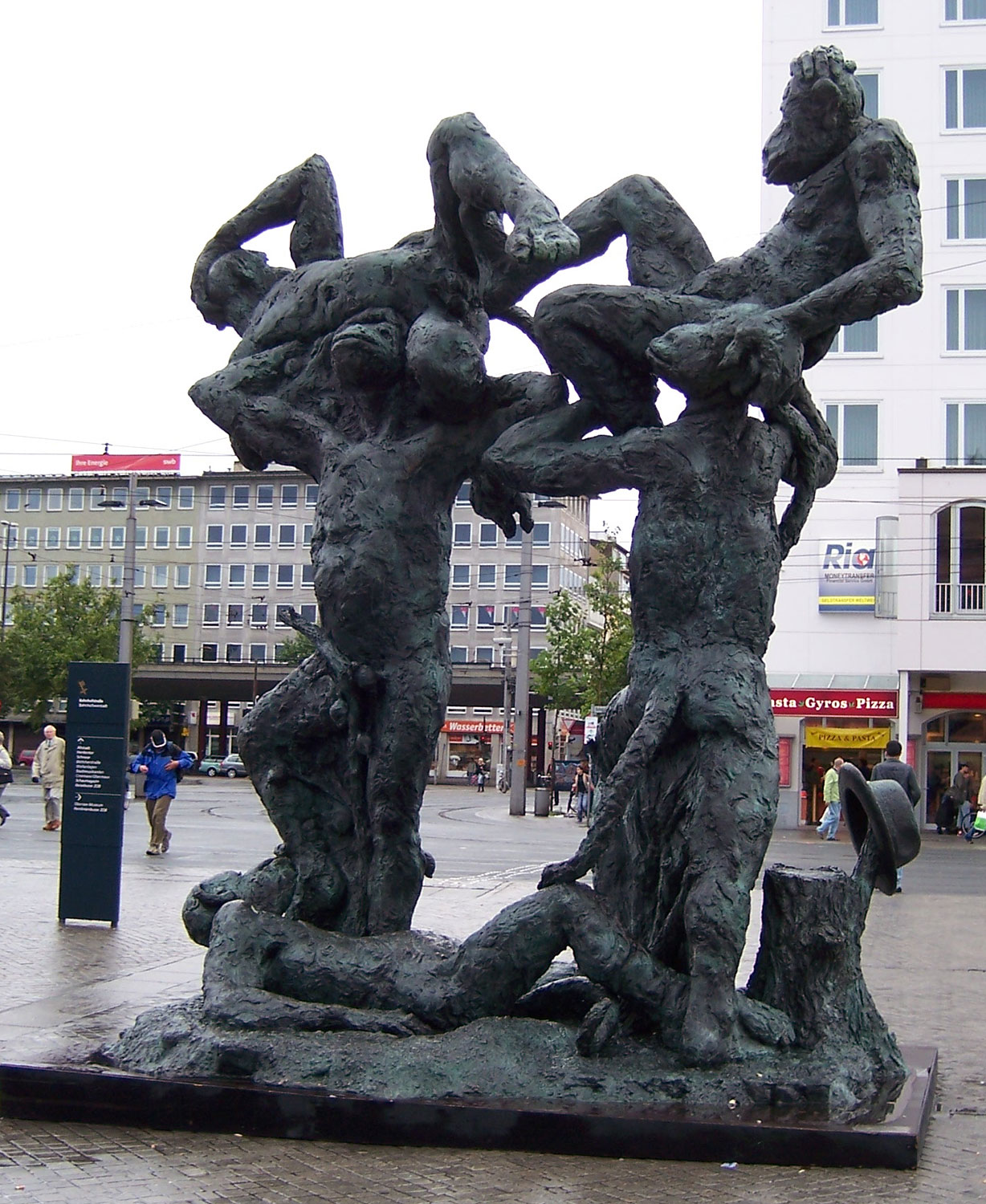
Bremen-Affentor

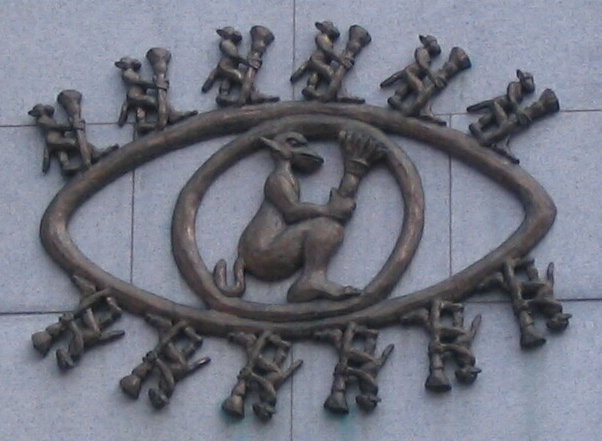
Düsseldorf

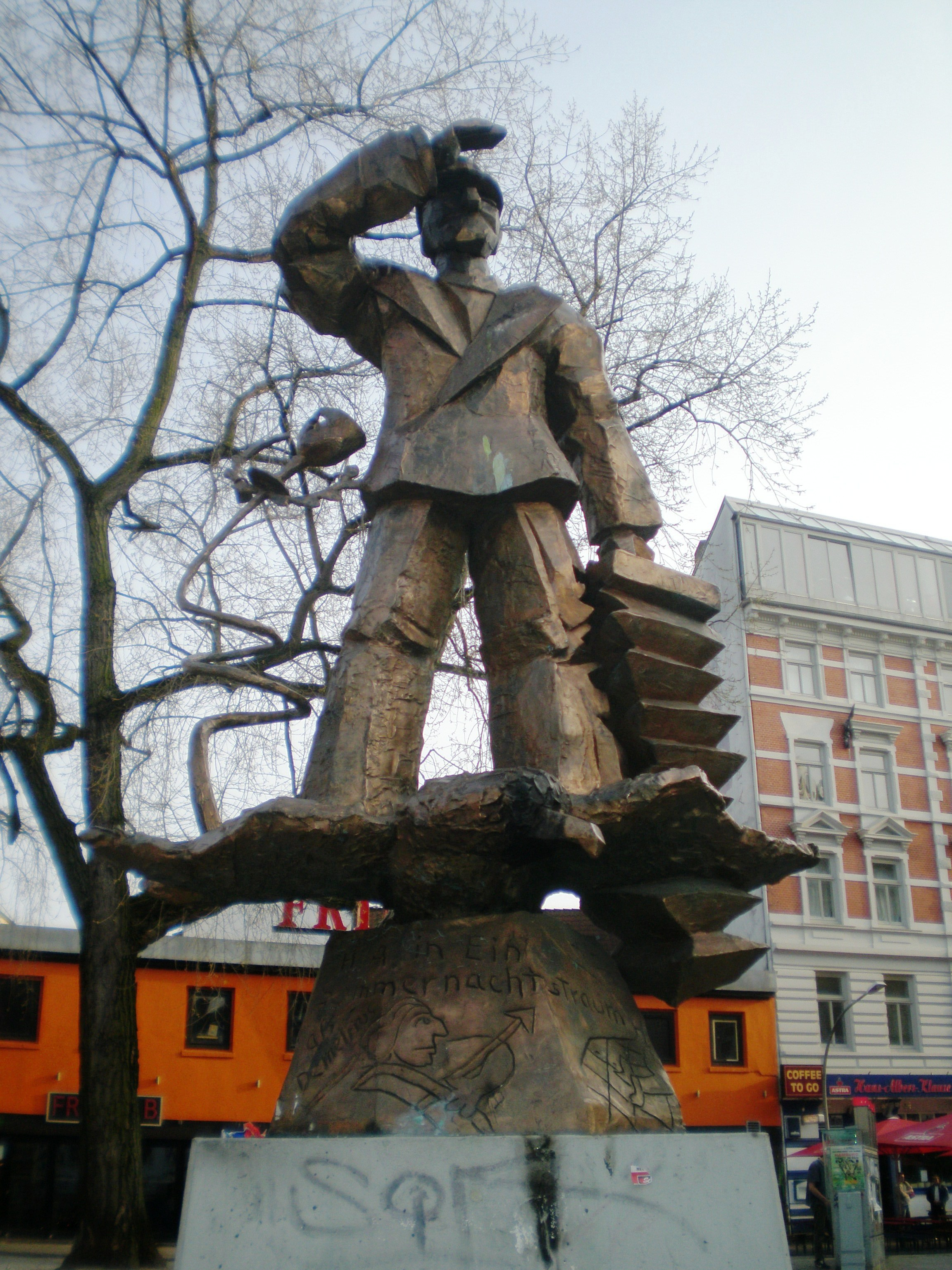
Hans-Albers-Denkmal, Hamburg

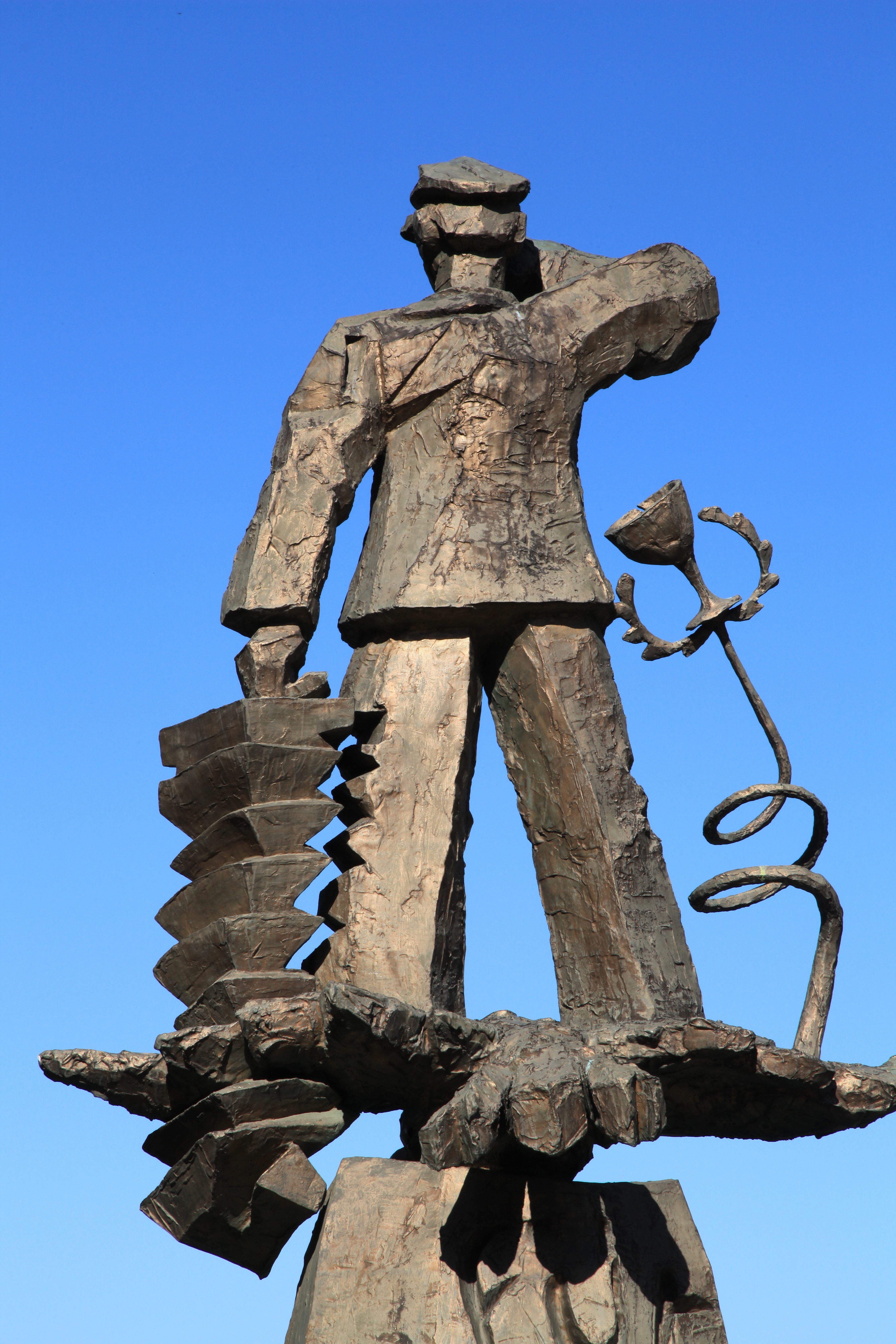
Hans-Albers-Denkmal, Düsseldorf

Jörg Immendorff (Bleckede, 14 juni 1945 – Düsseldorf, 28 mei 2007) was een Duits kunstschilder en beeldhouwer. Vanaf 1996 tot op de dag van zijn overlijden was hij professor aan de kunstacademie Düsseldorf.

## Leven en werk
Immendorf studeerde in de jaren 60 aan de Staatliche Kunstakademie in Düsseldorf. Aanvankelijk studeerde hij scenografie bij Teo Otto, daarna (vanaf 1964) beeldende kunst bij Joseph Beuys. Tijdens zijn studie was hij betrokken bij buitenparlementaire politiek. Hij sloot zich aan bij de maoïstisch-leninistische communistische partij van Duitsland (KPD/ML) en verzorgde onder meer de vormgeving van hun pamfletten. Uiteindelijk werd hij vanwege zijn provocatieve neo-dadaïstische acties van de academie verwijderd.
Alvorens zich geheel aan de schilderkunst te wijden, werkte hij enkele jaren als tekenleraar. In tegenstelling tot de heersende mode werkte hij al vroeg in de jaren zeventig aan figuratieve, maatschappijkritische schilderijen die gerekend worden tot de Agitprop.
Immendorff ontwikkelde zich tot een expressionistisch historieschilder. In 1968 baarde hij opzien door bij zijn eerste zogenaamde LIDL-actie met een zwart-rood-gouden blok aan zijn been voor het Bondsdag-gebouw op en neer te paraderen totdat de politie kwam om hem te verwijderen.

Zijn eerste solo-expositie vond plaats in Münster in 1973. De tentoonstelling droeg de naam Das tun, was zu tun ist (Doen wat er gedaan moet worden) en het motto, zoals verwoord in de catalogus, was: "De vuist van een kunstenaar is ook een vuist". De catalogustekst was een radicale verwerping van op zichzelf gerichte, politiek-neutrale kunst, en hoewel de expositie weinig opzien baarde, was hij exemplarisch voor de weg die het Duitse schilderen, met het neo-expressionisme, in zou slaan.
In 1976 raakte hij bevriend met de kunstschilder A.R. Penck die in de DDR woonde en daar als ongewenst werd beschouwd. In 1982 was zijn werk te zien op de Zeitgeist-tentoonstelling en in 1984 op de tentoonstelling Von hier aus. Ook in dat jaar opende hij een bar in St. Pauli (de La Paloma-bar) en maakte een beeld van Hans Albers. In die jaren vertoonde zijn werk verwantschap met dat van De Nieuwe Wilden. Hij werd vooral bekend met zijn serie van zestien grote doeken onder de titel Café Deutschland. Deze doeken waren geïnspireerd door Renato Guttusos' Caffè greco. Op een soort toneelpodium spelen allerlei figuren uit kunst en politiek hun rollen, die onder andere het conflict tussen Oost en West symboliseren. Zichzelf schilderde hij soms als een aap met een kwast in zijn hand.
Verder ontwierp Immendorff vele theaterdecors, bijvoorbeeld voor de Festspiele in Salzburg en was hij betrokken bij de vormgeving van het Luna Luna-attractiepark van André Heller. In 1989 werd hij professor aan de Städelschule in Frankfurt am Main en vanaf 1996 was hij hoogleraar aan de kunstacademie Düsseldorf. Naast vele schilderijen maakte hij ook expressionistische beelden. Een van zijn laatste belangrijke opdrachten was een officieel portret van oud-bondskanselier Gerhard Schröder.
Immendorff overleed op 61-jarige leeftijd aan de zeldzame ziekte amyotrofe laterale sclerose (ALS), een slopende zenuwaandoening waaraan hij al sinds 1997 leed. Hij raakte door deze ziekte langzaam maar zeker verlamd en moest al sinds 2005 kunstmatig beademd worden.

## Stijl en engagement
Vanaf circa 1998 was er een verandering van stijl te bespeuren in zijn werk. De schilderijen werden minder verhalend en meer symbolisch met geheimzinnige tekens voor een rustiger achtergrond. Hij ontleende daarbij zijn motieven vaak aan oudere voorbeelden zoals Hans Baldung Grien.
De media wist hij goed te bespelen. In 2000 trouwde hij met een dertig jaar jongere vriendin uit Bulgarije, hetgeen breeduit de pers haalde. In 2003 werd hij door de politie betrapt terwijl hij in een hotelkamer in Düsseldorf een wild feest vierde met cocaïne en prostituees. Hij beklaagde zich erover dat hij verraden was maar bekende dat hij al sinds het begin van de jaren 90 regelmatig gebruikte. Uiteindelijk werd hij veroordeeld tot een voorwaardelijke vrijheidsstraf en een boete van 150.000 euro, die hij aan goede doelen zou moeten besteden. Hij kon zodoende zijn aanstelling aan de academie behouden, die tussentijds was opgeschort, en mocht vanaf 2004 officieel weer lesgeven.
Immendorff richtte een stichting op die onderzoek zou gaan doen naar de oorzaak van de ziekte ALS en een methode om de ziekte te genezen, en stelde vaak werken ter beschikking om daarvoor fondsen te werven. In de winter van 2005-2006 werd zijn werk tentoongesteld in de Neue Nationalgalerie in Berlijn. Op 7 oktober 2006 werd zijn oeuvre bekroond met de Goslarer Kaiserring. Volgens het oordeel van de jury was de kunst voor Immendorff geen doel op zich maar steeds ook vooral een middel waarmee hij maatschappelijke veranderingen wilde bereiken.

## Onderscheidingen
- 1997 Premio Marco 1996, van het Museum voor moderne kunst in Monterrey, Mexico
- 1997 Benoeming tot lid van de Europäische Akademie der Wissenschaften und Künste in Salzburg
- 1998 Verdienstorden der Bundesrepublik Deutschland
- 2000 Prijs van de Kulturstiftung Dortmund
- 2005 Goldene Feder voor zijn gehele oeuvre
- 2006 Goslarer Kaiserring, Goslar

## Werk in openbare collecties (een keuze)
Denemarken
- Louisiana Museum for Moderne Kunst, Humlebæk
- Museet for Samtidskunst, Roskilde

Duitsland
- Ludwig Forum für Internationale Kunst, Aken
- Neues Museum Weserburg Bremen, Bremen
- Kunstsammlungen Chemnitz, Chemnitz
- Museum Kunstpalast, Düsseldorf
- Museum Küppersmühle - Sammlung Grothe, Duisburg
- Museum Folkwang, Essen
- Zentrum für Kunst und Medientechnologie, Karlsruhe
- Museum Ludwig, Keulen
- Staatliche Graphische Sammlung, München
- Kunstmuseum Wolfsburg, Wolfsburg
- Kunstmuseum Walter,

Frankrijk
- FRAC - Île-de-France Le Plateau, Parijs
- Centre Georges Pompidou - Musée National d´Art Moderne, Parijs
- Musée d'Art Moderne et Contemporain, Straßburg

Canada
- The Montreal Museum of Fine Arts, Montreal, Quebec
- National Gallery of Canada, Ottawa, Ontario

Nederland
- Gemeentemuseum Den Haag, Den Haag
- Van Abbemuseum, Eindhoven

Noorwegen
- Astrup Fearnley Museet for Moderne Kunst, Oslo

Oostenrijk
- Sammlung Essl - Kunsthaus, Klosterneuburg

Portugal
- Museu Serralves - Museu de Arte Contemporânea, Porto

Zwitserland
- Kupferstichkabinett, Bazel
- Kunsthaus Zürich, Zürich

USA
- Art Institute of Chicago, Chicago
- Moca Grand Avenue, Los Angeles, CA
- Moca the Geffen Contemporary, Los Angeles, CA
- Philadelphia Museum of Art, Philadelphia
- The Broad Art Foundation, Santa Monica, CA

Engeland
- Saatchi Gallery, Londen
- Tate Modern, Londen